# Ilhas Revillagigedo
As Ilhas Revillagigedo são um esparso e isolado arquipélago de quatro ilhas vulcânicas pertencentes ao México. Localizam-se no Oceano Pacífico, a cerca de 390 km a sul do Cabo San Lucas, no estado de Baja California Sur (18° N, 112° O), constituindo um sistema de grande valor ecológico.
A área total é de cerca de 157,81 km². Existe uma estação naval no sul da ilha Socorro, onde habitam cerca de 250 pessoas. Na ilha Clarión há uma muito pequena guarnição naval (9 homens). As restantes ilhas e ilhéus não são habitados. O nome das ilhas provém de Don Juan Vicente de Güemes Padilla Horcasitas y Aguayo, 2º Conde de Revillagigedo, que foi o 53º vice-rei da Nova Espanha. Em 2016, foi consagrado pela UNESCO patrimônio material da humanidade.
As ilhas são:
| Ilha (Nome alternativo)                      | Comprimento largura (km) | área (km²) | Máx. altitude (m)     |
| Ilhas Interiores (UTC-7, Pacific Time Zone)  |                          |            |                       |
| San Benedicto (San Tomás)                    | 4,315 x 2,490            | 5,94       | Bárcena (310)         |
| Socorro                                      | 16,813 x 15,629          | 132,06     | Cerro Evermann (1130) |
| Roca Partida                                 | 0,246 x 0,073            | 0.014      | (34)                  |
| (Ilha Exterior) (UTC-8, Northwest Time Zone) |                          |            |                       |
| Clarión (Santa Rosa)                         | 8,544 x 3,686            | 19,80      | Monte Gallegos (335)  |
| Ilhas Revillagigedo                          | 420 x 115                | 157,81     | Cerro Evermann (1130) |

| Imagem: Arquipélago | A região Ilhas Revillagigedo inclui o sítio "Arquipélago", Património Mundial da UNESCO. |  |

## UNESCO
Foi inscrito como Patrimônio Mundial da UNESCO em 2016 por: "proverem um ambiente importante para uma ampla fauna, em particular aves marinhas. As águas nos arredores possuem abundância de espécies pelágicas grandes como arraias jamanta, baleias, golfinhos e tubarões."

## Galeria
1. ↑  La Unesco inscribe al archipiélago mexicano de Revillagigedo como Patrimonio de la Humanidad
2. ↑  Revillagigedo. UNESCO World Heritage Centre - World Heritage List (whc.unesco.org). Em inglês ; em francês ; em espanhol. Páginas visitadas em 11/02/2017.